# Androsace tanggulashanensis
Androsace tanggulashanensis är en viveväxtart som beskrevs av Yung C. Yang och R.F. Huang. Androsace tanggulashanensis ingår i släktet grusvivor, och familjen viveväxter. Inga underarter finns listade i Catalogue of Life.